# Bernhard Simmelbauer
Bernhard Simmelbauer (Mühldorf, 20 de junio de 1963) es un gimnasta alemán. Compitió en las olimpiadas de verano de Los Ángeles 1984 y Seúl 1988.